# Дольницький Мирон Андрійович
Мирон Андрійович Дольницький (21 червня 1892, с. Гологори, нині Золочівська міська громада, Львівська область — † 3 серпня 1968, Детройт, США) — український військовик, географ. Четар УГА.

## Життєпис

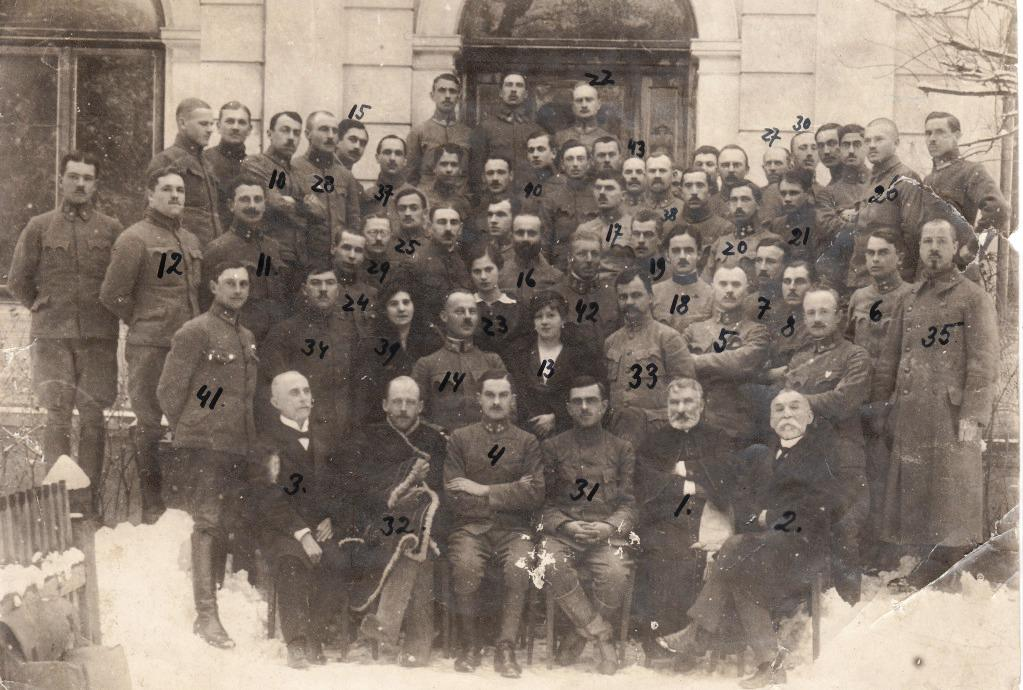
Діячі ЗУНР у Золочівському повіті, 1919. Цифрами на фото позначені: 1. о. Стефан Юрик 2. Михайло Балтарович 3. Гнат Дзерович 4. Ілля Цьокан 5. Теодор Ваньо 6. Пор. Юрій Жмур 7. Йосафат Фешур; між 6 і 8 Василь Пачовський 10. Пор. Мирон Дольницький 11. Олександр Малиновський 12. Петро Вовк 14.от. Северин Лещiй 16. сот. Мирослав Янович 18. Кравс 19. Рудольф Фірер 23. Скобельська Анна 24. Пор. Теодор Дацків 25. Білач 26. Василь Сірко 27 Михайло Павлюк 29. сот. Іван Сітницький 30. Ольшанецький 31. Олександр Шаповал 32. Микола Какурін 33. Григорій Сиротенко 42. Гребенц. Зліва від № 40 Парнас Яків

Народився 21 лютого 1982 року в селі Гологори.
Закінчив Львівський та Віденський університети у 1914 та 1915 роках.
Брав участь в Першій Світовій війні у війську Австро-Угорщини. Пізніше служив в Армії УГА, був учасником Листопадового Зриву. Від 1920 року на еміґрації в Чехословаччині. У 1925 році отримав титул доктора Географії. Працював в Українському вищому педагогічному інституті в Празі. З 1928 до 1929 року продекан математично — природного факультету. З 1931 року дійсний член Наукового Товариства імені Шевченка.
У 1945 році переїхав до Німеччини, де керував українською реальною гімназією з 1947 до 1950 року. Згодом переїхав до США, де був директором суботньої школи українознавства з 1951 до 1960 року, та організатором і керівником педагогічного курсу з 1960 до 1962 року. 
Автор наукових праць з теорії географії, геоморфології, географії України та її окремих земель.
Помер в Детройті, США, 3 серпня 1968 року.

## Праці
- Критичний розбір морфольогічної системи Девіса. Прага, 1925;
- Основи фізичного землезнання. Ч. 1. Прага, 1926;
- Географічна регіоналізація Східної Європи. Берлін, 1929 (нім.);
- Проблеми поділу Східної Європи у Мих. Драгоманова. Прага,1931;
- Фізична географія України: Курс лекцій. Подєбради, 1933–34;
- Від Поліських болот до Кавказьких верхів. Л., 1938;
- Україна — наш рідний край. Прага, 1942 (співавт.);
- Географія України. Мюнхен, 1947; Детройт, 1953.